# Joss Stone
Joscelyn Eve Stokerová (* 11. dubna 1987), známá pod pseudonymem Joss Stone, je anglická zpěvačka soulu, R&B a blues, která prodala přes 9 milionů alb, držitelka ceny Brit Award a Grammy a příležitostná herečka.

## Dětství
Joss se narodila v Doveru v anglickém hrabství Kent a svá teenagerská léta strávila v Ashillu v hrabství Devon. Je třetí ze čtyř dětí Richarda a Wendy Stokerových, její sourozenci se jmenují Daniel, Lucy a Harry. Vyrůstala na R&B, například od Dusty Springfield a Arethy Franklin a vytvořila si tak podobný styl zpívání jako její tehdejší idoly. V roce 2001, když jí bylo 14, se zúčastnila show stanice BBC Star for a Night s písní „On The Radio“ od Donny Summer z roku 1979. Relaci „MTV News“ řekla: „Nějak tak jsem zapadla do soulové hudby víc než do čehokoliv jiného kvůli zpěvu. Abyste mohli zpívat soul, musíte mít dobrý hlas a to mám ráda už od té doby, co jsem byla malá“.
V roce 2002 se rozhodla využít svých schopností a letěla do New York City na konkurz u nahrávací společnosti „S-Curve Records“ a podepsala s nimi smlouvu. Smlouvu také podepsala s „BMG“ ve Velké Británii.
Od té doby vystupovala například s kapelou Blondie a se zpěvačkou Gladys Knight. Byla jmenována mluvčí textilní značky „Gap“, ačkoli byla vyhozena kvůli spekulacím o jejím soužití s dvacetipětiletým Beau Dozierem, zatímco jí bylo jen sedmnáct.

### The Soul Sessions
Poté, co podepsala smlouvu s S-Curve Records, odletěla Joss do Miami, kde začala pracovat na svém debutovém albu The Soul Sessions, které vyšlo 16. září 2003. Spolupracovala s lidmi, kteří měli na soulové scéně v Miami jméno. Byli to například Betty Wright, Benny Latimore, Timmy Thomas, Little Beaver, Angie Stone a The Roots.
Album se skládá z málo známých písní od Betty Wright, Arethy Franklin, Laury Lee, Bettye Swann a dalších. V britské albové hitparádě se dostalo do první pětky a v albové hitparádě USA, tzv. „Billboard 200“ se dostalo do top 40. Úvodní singl „Fell In Love With A Boy“ je předělávkou písně „Fell In Love With A Girl“ od kapely The White Stripes a dostal se do top 20 ve Velké Británii, stejně jako druhý singl „Super Duper Love“.

### Mind, Body & Soul
Kritika její debut chválila, a tak se Joss pustila do nahrávání dalšího alba, tentokrát již s původními songy. Vzniklo tak album Mind, Body & Soul, které vyšlo 28. září 2004. Mělo ještě větší úspěch než její prvotina a ve Velké Británii debutovalo na prvním místě. Zajistilo tak pro Joss rekord – stala se nejmladší ženou, která dosáhla na první místo anglického žebříčku (tento rekord dříve držela Avril Lavigne) a jen těsně se nedostala do americké top 10. Umístila se totiž na jedenáctém místě hitparády Billboard 200. První singl „You Had Me“ byl její první, který se ve Velké Británii dostal do top 10. Další singly „Right to Be Wrong“ a „Spoiled“ se dostaly do top 40 a „Don’t Cha Wanna Ride“ do top 20.
14. listopadu 2004 se zapojila do projektu „Band Aid 20“ na pomoc súdánskému regionu Dárfúr. Tato skupina,ve které byly i takové osobnosti jako Chris Martin a Bono Vox nahrála coververzi songu „Do They Know It’s Christmas?“, který napsali Bob Geldof a Midge Ure. Joss, která se narodila dva roky po vydání původní verze tohoto songu, zpočátku neměla tušení, kdo je to Bob Geldof. Média radostně prohlašovala, že ho dokonce označovala za Boba Gandalfa. I přes částečnou kritiku se stal nejprodávanějším britským singlem roku 2004.
9. února 2005 byla Joss nominována na tři ceny Brit Awards a dvě z nich získala (a to za nejlepší britskou zpěvačku a za „British Urban Act“). Na tomto ceremoniálu zazpívala společně s Robbiem Williamsem jeho píseň „Angels“. Také získala tři nominace na ceny Grammy, a to v kategoriích „nejlepší nováček“, „nejlepší ženský popový výkon“ za píseň You Had Me a za „nejlepší popové album“ (tedy Mind, Body & Soul). Na cenách Grammy vystupovala společně s Melissou Etheridge a společně uctily památku Janis Joplin. Jejích společné vystoupení „Cry Baby/Piece of My Heart“ bylo vydáno jako singl a díky tomu, že se dobře prodával na internetu, se stal prvním Jossiiným singlem, který se dostal do americké hitparády Billboard Hot 100. Usadil se zde na 32. místě. V červenci 2005 nazpívala píseň „What Ever Happened to the Heroes“ pro film „Fantastic Four“, kterou napsali Pink, billymann a Christopher Rojas.
2. července 2005 vystupovala na koncertu „Live 8“ v londýnském Hyde Parku a vystoupila s písní „Papa’s Got a Brand New Bag“ s funkovou legendou Jamessem Brownem v britské show Friday Night with Jonathan Ross. 5. února 2006 si společně se Stevie Wonderem, Indií.Arie a Johnem Legendem zazpívala na 40. Super Bowlu směs největších hitů Stevieho Wondera. O tři dny později na cenách Grammy zazpívala směs největších hitů Slye Stona.
Spolupracovala s jazzovým klavíristou Herbie Hancockem a bluesovým zpěvákem a kytaristou Jonny Langem na předělávce písně „When Love Comes to Town“ z roku 1988 od U2. Tuto coververzi lze najít na albu Possibilities Herbieho Hancocka. Také spolupracovala s britským zpěvákem Lemarem na písni „Anniversary“ z jeho posledního alba The Truth About Love.
Joss si odbyla svůj filmový debut ve filmu Eragon, kde si zahrála čarodějku Angelu.

### Introducing Joss Stone
Joss začala v květnu 2006 na Barbadosu nahrávat své nové album.
Vyšlo 12. března 2007 pod názvem Introducing Joss Stone u Virgin Records. Producentem je Raphael Saadiq a Joss na něm spolupracovala s lidmi, jako jsou Lauryn Hill, Novel a Common. Joss ho popisuje jako „její opravdové já“. „Proto jsem ho nazvala Introducing Joss Stone. Jsou to má opravdová slova a je to to, co jako umělkyně jsem.
První singl Tell Me 'Bout It debutoval na prvním místě v americké hitparádě Bubbling Under Hot 100 Singles.

### 2011–současnost:LP1,SuperHeavyaThe Soul Sessions Vol 2
I přesto, že vlastní svojí nahrávací společnost Stone’d Record, vydala Joss Stone v roce 2011 u labelu Surfdog Records album LP1. Album se za šest dní nahrávalo v Nashvillu v Tennessee. Všechny písničky Joss napsala a produkovala společně se spoluzaklatelem Eurythmics Davidem Stewartem. První singl z této desky byl „Somehow”. Ve stejném roce se Joss také připojila k superskupině SuperHeavy, kterou postavil Mick Jagger a pozval do ní ještě Davida Stewarta, nejmadšího syna Boba Marleyho Damiana a indického hudebníka a producenta A. R. Rahmana. Stejnojmenné album se nahrávalo v studiích v Los Angeles. Vyšlo v září 2011 u labelu A&M Records. Jako první singl byla vybrána písnička „Miracle Worker”. V červenci 2012 se Joss v jednom rozhovoru svěřila, že pracuje na reggae albu, které si produkuje ve spolupráci s Damianem Marleym, se kterým před tím spolupracovala na projektu SuperHeavy.
V červenci 2012 vyšla deska „The Soul Sessions Vol 2”, tentokráte současně u společností Stone’d Records a S-Curve Records. Joss si na albu zazpívala méně známé soulové skladby ze sedmdesátých a osmdesátých let od skupin The Chi-Lites, The Honey Cone, The Dells, Sylvia, Labi Siffre a Linda Lewis. Některé vokály k této desce se nahrávaly v pražském studiu Sono.
V březnu 2014 zveřejnila Joss Stone, že nové album bude „o trochu víc hip-hopovější a trochu víc reggae". Souběžně s procesem přípravy alba odstartovalo The Total World Tour, které bude trvat více než dva roky a navštíví 204 států. V rámci tohoto turné 23. července 2014 vystoupila také v pražském Lucerna Music Baru.
Dne 14. září 2020 Stone prostřednictvím Instagram oznámila, že je těhotná se svým prvním dítětem s přítelem Codym.

## Zajímavosti
- Její přezdívka je Jossie.
- Vystupuje zásadně bosa. Když se jí ptali proč, odpověděla: „Člověče, nechci spadnout“. Jedinou výjimku udělala při vystoupení pro George Bushe.
- Řekla: „Je smutné, že lidé poslouchají muziku a pak rozhodují, jak by měl interpret vypadat.“
- „Lidé říkají, že jsem bělošská Aretha Franklin, tou bych byla opravdu ráda.“
- Podporuje FC Liverpool.
- Byla členkou společnosti Devon Army Cadet Force.
- Byla zvolena nejlepší celebritou, která vlastní psa v roce 2005. Vlastní rotvajlera a pudla.
- Je vegetariánka a je na seznamu nejvíce sexy vegetariánů.
- Je dyslektik.
- Brad Pitt a Angelina Jolie prý poslouchají Jossiinu muziku při relaxování.
- Svým charitativním koncertem nasbírala peníze a zaplatila tak léčení chlapce jménem Ramesh Darji, který se měnil v kámen